# جو بورنس (لاعب كرة قاعدة)
جو بورنس (بالإنجليزية: Joe Burns)‏ هو لاعب كرة قاعدة أمريكي، ولد في 25 فبراير 1900 في ترنتون في الولايات المتحدة، وتوفي بنفس المكان في 7 يناير 1986.

## وصلات خارجية
- جو بورنس على موقعبيزبول رفرنس.كوم (الدوري الرئيسي) (الإنجليزية)